# Св. св. София, Вяра, Надежда и Любов (Бойково)
„Св. св. София, Вяра, Надежда и Любов“ е български православен параклис в село Бойково, област Пловдив.
Намира се на изток от големия завой, при влизане в село Бойково в местността „Крив камък“, по пътя за Мъртвите скали. До него се стига по черен път.

## История
Параклисът е новопостроен, с хубави бетонни стъпала откъм пътя за да се стига до него, тъй като се намира на малък хълм. През 2001 година е освещаването му.
Представлява едноапсидна правоъгълна постройка с двускатен керемиден покрив. Стените са покрити с икони. Встрани от параклиса са поставени пейки и маси, има и обособено огнище. Светилището е целогодишно отключено.
Параклисът се превръща в празнично място всяка година на 17 септември, когато се почитат София и нейните дъщери Вяра, Надежда и Любов.